# العلاقات الغابونية الميكرونيسية
العلاقات الغابونية الميكرونيسية هي العلاقات الثنائية التي تجمع بين الغابون وولايات ميكرونيسيا المتحدة.

## مقارنة بين البلدين
هذه مقارنة عامة ومرجعية للدولتين:
| وجه المقارنة                                              | الغابون                        | ولايات ميكرونيسيا المتحدة |
| --------------------------------------------------------- | ------------------------------ | ------------------------- |
| المساحة (كم2)                                             | 267.67 ألف                     | 702                       |
| عدد السكان (نسمة)                                         | 2.03 مليون                     | 105.54 ألف                |
| الكثافة السكانية (ن./كم²)                                 | 7.58                           | 15.03 ألف                 |
| العاصمة                                                   | ليبرفيل                        | باليكير                   |
| اللغة الرسمية                                             | لغة فرنسية                     | لغة إنجليزية              |
| العملة                                                    | فرنك وسط أفريقي                | دولار أمريكي              |
| الناتج المحلي الإجمالي (بليون دولار)                      | 14.62 مليار                    | 336.43 مليون              |
| الناتج المحلي الإجمالي (تعادل القوة الشرائية) بليون دولار | 34.65 مليار                    | 365.27 مليون              |
| الناتج المحلي الإجمالي الاسمي للفرد دولار أمريكي          | 8.27 ألف                       | 3.02 ألف                  |
| الناتج المحلي الإجمالي للفرد دولار أمريكي                 | 19.43 ألف                      |                           |
| مؤشر التنمية البشرية                                      | 0.684                          | 0.640                     |
| رمز المكالمات الدولي                                      | +241                           | +691                      |
| رمز الإنترنت                                              | .ga                            | .fm                       |
| المنطقة الزمنية                                           | ت ع م+01:00، توقيت غرب أفريقيا |                           |

## منظمات دولية مشتركة
يشترك البلدان في عضوية مجموعة من المنظمات الدولية، منها:
| علم المنظمة | اسم المنظمة                                 | تاريخ انضمام الغابون | تاريخ انضمام ولايات ميكرونيسيا المتحدة |
| ----------- | ------------------------------------------- | -------------------- | -------------------------------------- |
|             | يونسكو                                      | 16 نوفمبر 1960       | 19 أكتوبر 1999                         |
|             | مؤسسة التمويل الدولية                       | 20 أكتوبر 1970       | 24 يونيو 1993                          |
|             | المركز الدولي لتسوية المنازعات الاستشارية   | 14 أكتوبر 1966       | 24 يوليو 1993                          |
|             | منظمة حظر الأسلحة الكيميائية                | ?                    | ?                                      |
|             | مؤسسة التنمية الدولية                       | 4 نوفمبر 1963        | 24 يونيو 1993                          |
|             | وكالة ضمان الاستثمار متعدد الأطراف          | 26 مارس 2003         | 11 أغسطس 1993                          |
|             | الاتحاد الدولي للاتصالات                    | 28 ديسمبر 1960       | 18 مارس 1993                           |
|             | الأمم المتحدة                               | 20 سبتمبر 1960       | 17 سبتمبر 1991                         |
|             | البنك الدولي للإنشاء والتعمير               | 10 سبتمبر 1963       | 24 يونيو 1993                          |
|             | مجموعة دول أفريقيا والكاريبي والمحيط الهادئ | ?                    | ?                                      |